# 芒努斯·彼得松
芒努斯·彼得松（瑞典語：Magnus Petersson，1975年6月17日—），瑞典男子射箭运动员。他曾代表瑞典参加1996年、2000年、2004年和2008年夏季奥林匹克运动会射箭比赛，获得一枚银牌。